# 多罗吉区
多罗吉区，是匈牙利科马罗姆-埃斯泰尔戈姆州的一个区，总面积232.45平方公里，总人口40392人（2007年1月1日），人口密度173.8人/平方公里。中心城市位于Dorog。

## 辖区
多罗吉区包含15个市镇。